# TUI Airways
TUI Airways Limited (ранее известная как Thomson Airways) — крупнейшая в мире чартерная авиакомпания, осуществляющая регулярные и чартерные пассажирские перевозки из Великобритании в аэропорты Европы, Африки, Азии и Северной Америки.
Компания начала операционную деятельность 1 ноября 2008 года после слияния и последующего ребрендинга двух британских перевозчиков — Thomsonfly и First Choice Airways. Штаб-квартира Thomson Airways находится в лондонском аэропорту Лутон. В 2010 году услугами авиакомпании воспользовалось более 10,9 миллионов человек, по данному показателю Thomson Airways занимало третье место среди британских авиаперевозчиков после EasyJet и British Airways.

## История
История TUI Airways первоначально восходит к трём авиакомпаниям:
- Euravia — была основана в январе 1962 года[6], в декабре 1964 переименована в Britannia Airways[7], а в мае 2005 года — в Thomsonfly[8];
- Orion Airways — была основана в 1979 году под названием Horizon Holidays, позднее приобретена крупной пивоваренной компанией Bass Brewery и оператором гостиничных сетей InterContinental Hotels Group. В 1989 году была выкуплена и объединена с Britannia Airways[6];
- Air 2000 — основана в 1987 году. В 1998 поглотила другого британского перевозчика Leisure International Airways, а в 2004 году была переименована в First Choice Airways.

Слияние транспортного подразделения корпорации TUI AG с управляющей компанией First Choice Holidays PLC в сентябре 2007 года повлекло за собой объединение авиакомпаний First Choice Airways и Thomsonfly с последующей интеграцией операционной деятельности под единым сертификатом эксплуатанта компании Thomsonfly. 1 ноября того же года перевозчик получил новое название Thomson Airways, став к тому же крупнейшей в мире чартерной авиакомпанией.
В мае 2010 года Thomson Airways была названа самой пунктуальной чартерной авиакомпанией Великобритании по результатам деятельности в 2008, 2009 и 2010 годов.
Thomson Airways официально была переименована в TUI Airways 2 октября 2017.

## Пункты базирования
В качестве главных транзитных узлов (хабов) TUI Airways использует аэропорт Гатвик, аэропорт Манчестер и международный аэропорт Бирмингем. Портом приписки авиакомпании и её основной базой по техническому обслуживанию и ремонту воздушных судов является лондонский аэропорт Лутон. Дополнительные транзитные узлы перевозчика находятся в аэропортах Белфаста, Борнмута, Бристоля, Кардиффа, Донкастер/Шеффилд, Дублина, Восточного Мидландса, Эдинбурга, Эксетера, Глазго, Станстеда, Манчестера и Ньюкасла.
В зимний сезон в число узловых пунктов компании входят аэропорт Дарем «Долина Тиса», международный аэропорт Лидс-Брадфорд и международный аэропорт Норидж.

## Маршрутная сеть
Большинство регулярных рейсов авиакомпании TUI Airways совершаются по долгосрочным соглашениям с туристическими операторами. На некоторые из регулярных маршрутов открыта продажа билетов без покупки тура. Кроме регулярных и чартерных маршрутов TUI Airways ежегодно вводит сезонные рейсы в ряд аэропортов курортных направлений.

## Флот
TUI Airways стала первой авиакомпанией Европы, сделавшей заказ на новые самолёты Boeing 787 Dreamliner. В июле 2010 года руководство перевозчика объявило о том, что введение данного типа в эксплуатацию с января 2010 года позволит открыть ряд дальнемагистральных рейсов в том числе из региональных аэропортов Великобритании таких, как Бристоль, Кардифф, Донкастер/Шеффилд, Восточный Мидлендс, Эксетер, Глазго и Ньюкасл.
В июле 2021 года флот TUI Airways  состоял из 66 самолетов, средний возраст которых 8,6 лет:

## Сервис в полёте и пассажирские салоны

### Короткие и среднемагистральные рейсы
На перелётах по коротким и большинству средних дистанций используются самолёты с пассажирскими салонами с расстоянием между рядами кресел, составляющим 28-30 дюймов. Почти все салоны оборудованы синими кожаными пассажирскими креслами, телевизорами под потолком салона и персональными радиоточками с возможностью выбора одного из десяти каналов на выбор. Заказанные лайнеры Boeing 737-800 комплектуются в рамках подписанного с компанией Panasonic современными телевизионными системами.
Персональные наборы продаются за 2,5 евро. Во время полёта можно приобрести напитки и лёгкие закуски, за 48 часов до вылета есть возможность заказать отдельное питание.

### Дальнемагистральные рейсы
На перелётах по дальнемагистральным направлениям используются самолёты с пассажирскими салонами, расстояние между рядами кресел в экономическом классе которых составляет 33 дюйма. Каждое пассажирское место комплектуется персональным 7-дюймовым телевизором, подключенным к бортовой системе развлечения, сервис которой доступ за 5 евро на весь полёт. На всех дальнемагистральных рейсах авиакомпании предлагается бесплатное горячее питание, за отдельную плату можно приобрести закуски, безалкогольные и алкогольные напитки.
Расстояние между рядами кресел в салонах премиум-класса на самолётах Boeing 767 составляет 36-37 дюймов, каждое пассажирское место комплектуется персональным 9-дюймовым мониторов системы развлечения в полёте. Пассажирам премиум-класса бесплатно предлагаются горячее питание, напитки и персональные гигиенические наборы.

## Статистика
В 2012 году услугами авиакомпании TUI Airways воспользовалось 10,7 миллионов человек, при этом снижение пассажирского потока в сравнении с 2011 годом составило 3,1 %.

## Награды
- Most Punctual UK Charter Airline («Самая пунктуальная чартерная авиакомпания Великобритании») — лето 2009[20] и лето 2010[21]
- World’s Best Leisure / Charter Airline 2010[22]
- Winner of a Mercury Award in 2010
- World’s Best Leisure / Holiday Airline 2011 Skytrax.